# Grêmio Esportivo Sapucaiense
Il Grêmio Esportivo Sapucaiense, noto anche semplicemente come Sapucaiense, è una società calcistica brasiliana con sede nella città di Sapucaia do Sul, nello stato del Rio Grande do Sul.

## Storia
Il Grêmio Esportivo Sapucaiense nasce il 28 luglio 1941, dopo la chiusura del Grêmio Esportivo Iraí, club fondato nel 1936, con i colori rossoneri, dal quale la Sapucaiense ereditò le divise e il campo, situato nello stesso luogo in cui si trova ora situato Arthur Mesquita Dias.
Dalla sua fondazione, fino al 2004, il Sapucaiense è stato un club amatoriale che si è distinto nei campionati municipali di Sapucaia do Sul, rivaleggiando con le tradizionali squadre dilettantistiche della città. I loro principali avversari erano Vera Cruz, Vila Vargas, Sial e Taurus, squadre con cui la Sapucaiense ha giocato feroci classici. In questo periodo partecipa anche alle edizioni del Campeonato Gaúcho Amador.
Nel corso degli anni, la Sapucaiense si è distinta, iniziando a gareggiare nelle competizioni ufficiali della Federcalcio Gaucho con le sue squadre delle categorie base. Nel 1999, FGF ha lanciato un campionato statale amatoriale tra città per ragazzi fino a 21 anni, chiamato Copa Sul Sub-21. Sapucaiense ha rappresentato Sapucaia do Sul ed è stato campione.
Questa ascesa della Sapucaiense è culminata con la sua professionalizzazione nel 2005, quando ha iniziato a competere nel Campeonato Gaúcho e nella FGF Cup.
Nel 2007, il club è stato campione di Série A2, una pietra miliare che ha stabilito i rossoneri di Sapucaia do Sul nella scena calcistica professionistica del Rio Grande do Sul e ha garantito l'accesso del club, per la prima volta, alla Série A.
Sapucaiense ha giocato nella serie A del Gauchão per due anni consecutivi. Nel 2008, nel suo anno di debutto, ha superato le aspettative e ha concluso il campionato con un onorevole 6º posto. Una campagna storica per il club e la città. Tuttavia, nel Gauchão 2009, Sapucaiense ha avuto una campagna molto irregolare e ha concluso la competizione al 15 ° posto, tornando nella serie A2.
Grazie al 3º posto vinto nella FGF Cup 2010 e al fatto che la finale del Gauchão 2011 è stata decisa dal duo Grenal, Sapucaiense è riuscita a qualificarsi per la Copa do Brasil 2012. Nella sua prima competizione nazionale della storia, fu eliminata nella 1ª fase dalla squadra di Ponte Preta.
Sapucaiense ha già partecipato al Campeonato Gaúcho de Futebol Feminino e ha giocato anche in gare di futsal maschili, avendo vinto la Coppa Lavoisier nel 2013. Inoltre, il club ha giocato nelle edizioni del Campeonato Gaúcho de Futebol Master, essendo stato due volte secondo (2005 e 2006).
Due grandi giocatori della storia del calcio brasiliano (che hanno partecipato ai Mondiali) hanno iniziato a giocare a calcio al Sapucaiense: Alcindo (Coppa 1966) e Douglas Costa (Coppa 2018).

## Palmarès

### Competizioni statali
- Campeonato Gaúcho Divisão de Acesso: 1

2007